# Régime apériodique
 (janvier 2023).
Si vous disposez d'ouvrages ou d'articles de référence ou si vous connaissez des sites web de qualité traitant du thème abordé ici, merci de compléter l'article en donnant les références utiles à sa vérifiabilité et en les liant à la section « Notes et références ».

Différents régimes de retour à l'équilibre d'un système en fonction de la valeur du taux d'amortissement ζ. On observe les régimes apériodique (ζ>1), critique (ζ=1), pseudo-périodique (ζ<1) et harmonique (ζ=0). La courbe représente les oscillations (x(t)) relatives à la position de départ (x(0)) d'un oscillateur mécanique à une dimension sans vitesse initiale. ω_{0} est la pulsation propre du système.

En physique, on qualifie d'apériodique l'évolution d'un système en régime transitoire lorsque des oscillations autour de l'équilibre sont impossibles en raison de frottement ou de phénomène de dissipation trop importants. Il s'agit d'un cas particulier de régime transitoire dont le taux d'amortissement est élevé (ou le facteur de qualité faible). 